# Cryptanura areolaris
Cryptanura areolaris är en stekelart som först beskrevs av Szepligeti 1916.  Cryptanura areolaris ingår i släktet Cryptanura och familjen brokparasitsteklar. Inga underarter finns listade i Catalogue of Life.